# Front oriental (Primera Guerra Mundial)
El front oriental fou el teatre d'operacions de la Primera Guerra Mundial que es desenvolupà a terme a l'est d'Europa, bàsicament a les zones frontereres entre l'imperi Alemany, l'imperi Austrohongarès, l'imperi Rus i el Regne de Romania. Les operacions dutes a terme a la zona dels Balcans acostumen a considerar-se un teatre d'operacions independent.

## Aspectes generals
El front oriental tingué, durant tota la guerra, una longitud molt superior a la del front occidental i una densitat de tropes sobre el terreny força inferior, fet que va tenir una influència considerable en el tipus d'operacions que es dugueren a terme. La longitud del front arribà a ser superior a 1.600 km, des de Sant Petersburg al mar Negre. Les línies del front oriental foren molt més fluides que les de l'occidental i, malgrat que en algunes zones i alguns moments es desenvolupà una guerra de trinxeres, la seva importància fou molt menor que al front occidental, on, després dels primers moviments el 1914, tot el front es basà en un sistema de trinxeres ininterromput. La menor importància de les trinxeres fou deguda a la menor densitat de tropes, que feia impossible poder mantenir en profunditat una línia de trinxeres. En conseqüència, al front oriental la guerra fou força més mòbil i les línies de front es desplaçaren considerablement al llarg del conflicte.

## Primeres operacions
La guerra al front oriental començà amb la invasió russa de Prússia Oriental i de la Galítzia austrohongaresa. Aquest moviment ja era esperat per l'estat major alemany, la idea inicial del qual era aconseguir arribar a París en poques setmanes per després transferir tropes a l'est abans que Rússia pogués penetrar excessivament en territori alemany i austrohongarès. Per aquesta raó, Alemanya només desplegà a la Prússia Oriental una desena part de tots els efectius militars: el vuitè exèrcit amb 13 divisions d'infanteria, 1 de cavalleria i 774 canons, sota el comandament de Maximilian von Prittwitz. La penetració russa a Prússia la duien a terme el primer exèrcit sota el comandament de Paul von Rennenkampf, que atacà al nord-est de la zona lacustre del centre de Prússia, i el segon exèrcit sota el comandament d'Aleksandr Samsónov, que atacà al sud-oest. L'ofensiva russa no començà malament i Helmuth von Moltke, el cap d'estat major alemany, substituí Prittwitz per Paul von Hindenburg i Erich Ludendorff, prefigurant la parella que mesos després es convertiria en el màxim poder a Alemanya. Tot i així l'avanç rus aviat perdé impuls, a causa de la dificultat dels subministraments, de les rivalitats entre Rennenkampf i Samsónov i d'una estructura de comandament especialment caòtica; finalment, l'ofensiva acabà amb un gran fracàs en la batalla de Tannenberg, finalitzada el 30 d'agost de 1914.
A la zona del front vora la frontera russo-austrohongaresa les operacions russes tingueren més èxit. La mobilització austrohongaresa fou especialment lenta, ja que el cap d'estat major, Conrad von Hötzendorf, donà prioritat a la mobilització vora la frontera sèrbia i, esperant una ràpida ajuda alemanya, retardà el desplegament a la zona oriental. A començament de setembre l'exèrcit austrohongarès havia situat trenta-set divisions a la frontera russa, entre Lublin i el riu Dnièster, en total poc més de 500.000 soldats. Els russos, sota el comandament de Nikolai Ivànov i d'Aleksei Brussílov, per la seva banda, havien desplegat uns 750.000 efectius a la zona. Malgrat uns primers enfrontaments favorables als austríacs, especialment a la zona nord (batalles de Kraśnik i de Komarow), amb la batalla de Lemberg (1914) els russos aconseguiren que els austrohongaresos es retiressin progressivament cap a la línia defensiva dels Carpats i cap al riu Dunajec a l'est de Cracòvia. Cap a començament d'octubre el front quedà més o menys estabilitzat, amb tota la Galítzia oriental, la Bucovina i una part de la Polònia meridional. D'altra banda, les tropes russes començaren a assetjar la fortalesa de Przemyśl, últim escull per amenaçar les línies cap a Cracòvia. Malgrat l'èxit alemany a la zona nord del front, la situació a Galítzia i Polònia a finals d'any era relativament preocupant per a les potències centrals, de manera que l'estat major alemany transferí un nombre considerable de tropes a la Polònia central, per alleugerir la pressió sobre les línies austrohongareses. Les batalles del Vístula i de Łódź no milloraren la situació, però com a mínim evitaren posteriors penetracions russes cap a territori germànic. A la zona austrohongaresa els russos aconseguiren superar els Carpats durant febrer i març de 1915, cosa que amenaçava la planura hongaresa, i finalment capturaren la fortalesa de Przemyśl, que havia quedat aïllada emmig de territori controlat pels russos i sense que l'exèrcit austrohongarès tingués la capacitat de muntar una contraofensiva per recuperar la ciutat. La caiguda de Przemyśl i la captura de més de 100.000 presoners fou un cop molt dur per a la moral austrohongaresa.

## L'ofensiva austrogermànica de 1915

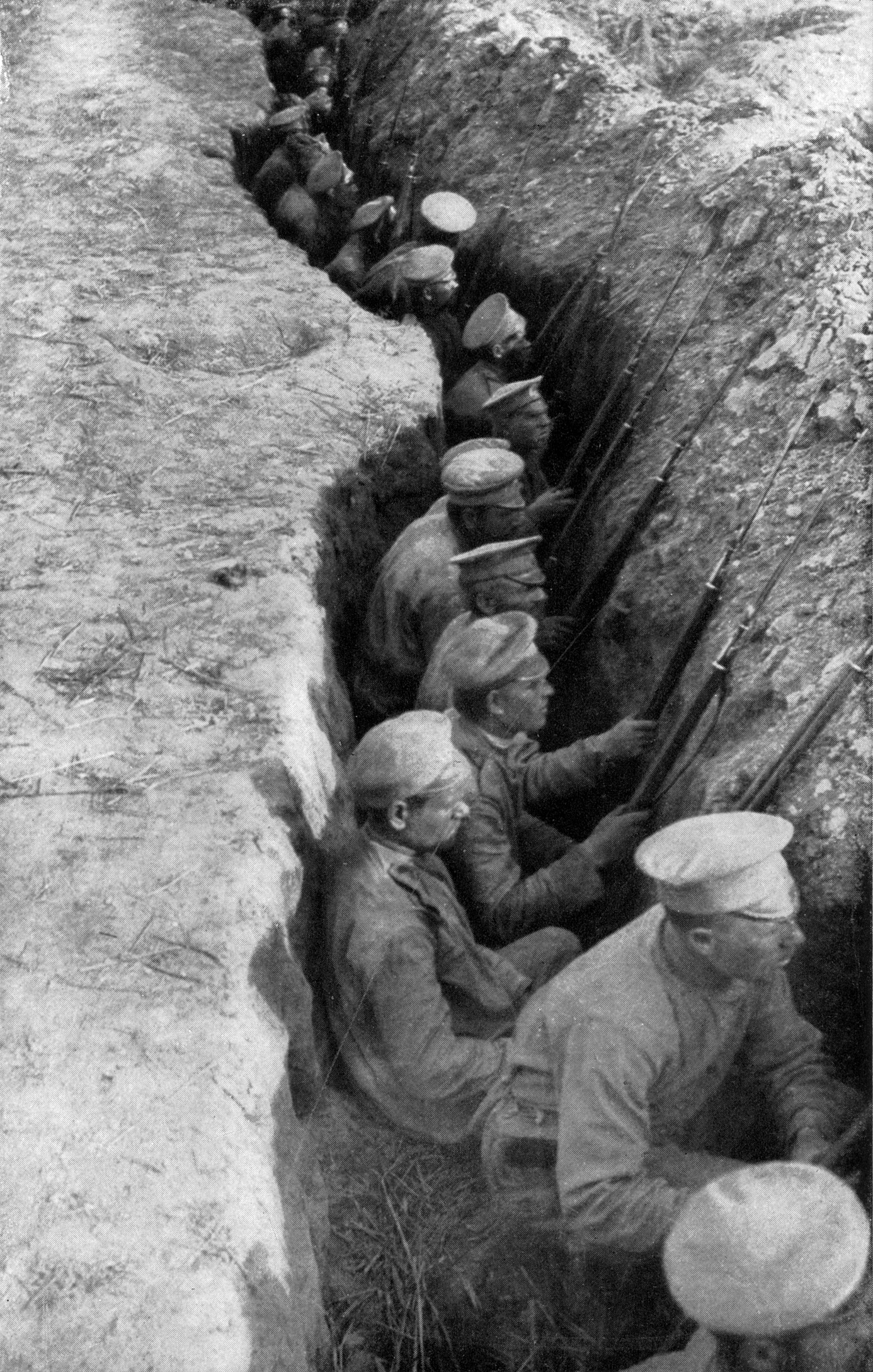
Trinxeres simples de la infanteria russa, en espera d'un atac alemany.

Davant dels problemes que les potències centrals tenien al front oriental, i una vegada estabilitzat el front occidental, l'estat major alemany decidí iniciar una important ofensiva a l'est a la primavera de 1915. L'ofensiva estigué precedida per la segona batalla dels llacs Masurians al febrer d'aquell any, amb la qual les tropes alemanyes intentaren avançar a la zona més septentrional del front; els russos pogueren contenir l'atac però amb importants pèrdues. Després d'aquesta batalla, les tropes alemanyes i austrohongareses a l'est funcionaren sota un comandament únic.
Al maig s'inicià l'ofensiva de Gorlice-Tarnów, que començà com una operació a petita escala a la zona del front a Galítzia, però que aviat es generalitzà també a la zona de Polònia una vegada les forces centrals aconseguiren trencar les línies russes. El resultat fou una espectacular victòria de les potències centrals, que recapturaren Galítzia i ocuparen tot Polònia i bona part de Belarús, amenaçant Minsk. Les operacions s'allargaren tot l'estiu i el setembre de 1915 havia desaparegut qualsevol amenaça russa sobre Alemanya i Àustria-Hongria; les tropes alemanyes havien ocupat ja tota la Polònia russa i Lituània. Malgrat petits moviments posteriors, la línia del front assolida en aquell moment ja no es modificaria substancialment fins al final de la guerra. El cap d'estat major alemany en aquells moments, Erich von Falkenhayn, era conscient que les seves tropes podien seguir avançant, però resistí la temptació de penetrar massa profundament en territori rus, conscient de les dificultats de subministrament i coordinació que podia representar, així com de les necessitats de tropes i recursos al front occidental.

## L'ofensiva Brussílov i el col·lapse rus
Per a l'any 1916 Rússia preparà una gran ofensiva sota el comandament del general Aleksei Brussílov, que posteriorment es coneixeria com l'ofensiva Brussílov, iniciada el 4 de juny, i que seria l'acció de més envergadura empresa per l'exèrcit rus durant la guerra. L'operació formava part d'un pla conjunt dels aliats, que havien de desplegar simultàniament aquest atac a l'est i un altre al front oriental, en el que seria la batalla del Somme, per tal d'alleujar la pressió alemanya sobre Verdun i l'austrohongaresa sobre Itàlia. L'atac de Brussílov estava dirigit contra la part austrohongaresa del front a la zona d'Ucraïna, en una línia de gairebé 500 km. L'operació, preparada acuradament, fou un gran èxit i agafà per sorpresa les tropes austrohongareses, que cediren gran quantitat de terreny. No fou fins després d'unes quantes setmanes que un contraatac alemany aconseguí aturar la penetració russa.
L'ofensiva Brussílov fou un gran èxit inicial que, nogensmenys, no fou prou aprofitat per l'estat major rus i, en qualsevol cas, cap al setembre l'exèrcit ja no disposava de subministraments i les tropes estaven al límit de l'esgotament. A començament de 1917 l'economia russa arribà al col·lapse total, a causa de l'esforç de la guerra. D'altra banda, l'escassetat de menjar a les principals ciutats, unida a les nombroses baixes de la guerra, provocà diverses revoltes civils i amotinaments a l'exèrcit, que dugueren a l'abdicació del tsar Nicolau II i a la Revolució de Febrer de 1917.

## La guerra a Romania
L'ofensiva Brussílov convencé Romania a entrar a la guerra de part dels aliats, decisió que va tenir conseqüències desastroses per al país. Romania entrà en guerra el 14 d'agost de 1916 i inicialment realitzà una ofensiva amb èxit als Carpats meridionals i a la Transsilvània austrohongaresa, zona pràcticament sense defenses en aquells moments. No obstant això, a començament de setembre l'empenta de l'ofensiva ja s'havia esgotat i Alemanya envià quatre divisions a la regió. D'altra banda, les potències centrals organitzaren un contraatac des de Bulgària amb un exèrcit combinat alemany, búlgar i otomà.
A partir d'aquell moment les tropes romaneses, mal equipades i amb poca ajuda dels russos, es veieren obligades a anar retirant-se davant dels avanços enemics en diversos fronts. Després de diverses operacions durant la tardor, tropes alemanyes capturaren Bucarest el 6 de desembre i la cort i el govern romanès hagueren de refugiar-se a Iaşi. El gener de 1917 la majoria del país ja estava sota ocupació alemanya, incloent-hi el port de Constanţa al mar Negre, els camps petrolífers de Ploieşti i les zones productores de cereals més importants. A partir d'aquell moment el front s'estabilitzà, deixant només Moldàvia en mans romaneses. D'aquesta manera les línies del front oriental encara s'allargaren més, amb el consegüent esgotament de les tropes russes i la disminució de les seves reserves.

## L'ofensiva Kérenski i el tractat de Brest-Litovsk

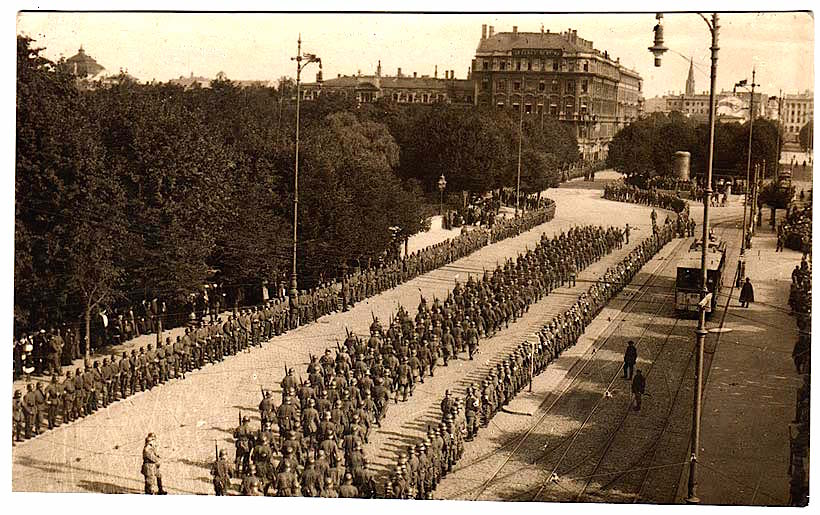
Tropes alemanyes desfilant per Riga (3 de setembre de 1917).

Després de la Revolució de Febrer, el Govern Provisional Rus intentà recuperar el control de l'exèrcit, majoritàriament sota control dels soviets. Sota la presidència d'Aleksandr Kérenski el Govern no aconseguí fer sortir Rússia de la guerra, fet que afeblí considerablement la seva popularitat i, en canvi, decidí llençar una nova ofensiva, amb l'esperança que una victòria faria recuperar la confiança en el nou govern i augmentar la moral de la tropa. L'ofensiva, posteriorment anomenada «ofensiva Kérenski», s'inicià l'1 de juliol de 1917, amb un atac contra les posicions alemanyes i austrohongareses a la zona de Galítzia. Malgrat els èxits inicials, precedits del bombardeig més intens mai vist al front oriental, les tropes russes a la rereguarda començaren a amotinar-se i refusaren avançar i aprofitar el trencament de les línies enemigues. Cinc dies més tard els alemanys i austrohongaresos organitzaren un contraatac, que en poc més d'una setmana trencà completament les línies russes i penetrà gairebé 160 quilòmetres. Els russos, amb col·laboració amb els romanesos iniciaren un darrer contraatac, però la força ofensiva de l'exèrcit rus era ja nul·la. L'estat major alemany aprofità la feblesa russa per generalitzar l'atac a altres zones del front; així, en una acció independent, l'1 de setembre els alemanys capturaren Riga.
El fracàs dels plans de Kérenski contribuïren a l'acceleració dels processos revolucionaris, fins que al novembre es produí la Revolució d'Octubre i els bolxevics prengueren el poder, sota el lideratge de Vladímir Lenin. El nou govern estava decidit a fer sortir Rússia de la guerra i signà un alto el foc, però les negociacions per a un tractat de pau s'allargaren a causa de les grans demandes alemanyes, que el nou govern difícilment podia acceptar. Finalment, el 3 de març de 1918 se signà el tractat de Brest-Litovsk entre la RSFS de Rússia i les potències centrals, que cedia gran quantitat de territoris a l'Imperi Alemany. La signatura del tractat permeté transferir gran quantitat de tropes cap al front occidental, tot i que gairebé un milió de soldats alemanys romangueren a les zones acabades d'incorporar.